# Nhung Quý Khanh
Nhung Quý Khanh (giản thể: 戎贵卿; phồn thể: 戎貴卿; bính âm: Róng Guìqīng; sinh tháng 5 năm 1958) là Trung tướng Quân Giải phóng Nhân dân Trung Quốc (PLA). Ông hiện là Phó Tư lệnh kiêm Tham mưu trưởng Chiến khu Tây bộ Quân Giải phóng Nhân dân Trung Quốc. Trước đó, ông là Tham mưu trưởng Quân khu Thành Đô và Tư lệnh Tập đoàn quân 54 thuộc Quân khu Tế Nam.

## Thân thế và binh nghiệp
Nhung Quý Khanh sinh tháng 5 năm 1958 tại Úy Thị, tỉnh Hà Nam. Ông tốt nghiệp chuyên ngành chỉ huy chiến dịch liên hợp tại Đại học Quốc phòng Trung Quốc. Tháng 12 năm 1976, Nhung Quý Khanh nhập ngũ, là chiến sĩ lục quân.
Từ năm 1985, Nhung Quý Khanh đảm nhiệm chức vụ Phó trưởng phòng, Trưởng phòng phòng Tác huấn Bộ tư lệnh Tập đoàn quân 20 Lục quân, Quân khu Tế Nam; Tham mưu trưởng Sư đoàn 127, Tập đoàn quân 54 Lục quân.
Tháng 8 năm 2000, ông đảm nhiệm chức vụ Lữ đoàn trưởng Lữ đoàn Bộ binh mô tô 160, Tập đoàn quân 54 Lục quân; sau thăng chức Phó sư đoàn trưởng Sư đoàn 127, Tập đoàn quân 54 Lục quân.
Tháng 4 năm 2004, Nhung Quý Khanh được bổ nhiệm làm Sư đoàn trưởng Sư đoàn Bộ binh cơ giới hóa 162, Tập đoàn quân 54 Lục quân.
Tháng 6 năm 2007, Nhung Quý Khanh được thăng chức Tham mưu trưởng Tập đoàn quân 54 Lục quân. Tháng 7 năm 2008, Nhung Quý Khanh được phong quân hàm Thiếu tướng.
Tháng 2 năm 2009, Nhung Quý Khanh được bổ nhiệm giữ chức Tư lệnh Tập đoàn quân 54, Quân khu Tế Nam, thay thế Tống Phổ Tuyển được thăng chức Phó Tư lệnh Quân khu Nam Kinh.
Năm 2013, Nhung Quý Khanh được bầu làm Đại biểu Nhân đại toàn quốc (Quốc hội Trung Quốc) khóa XII, nhiệm kỳ 2013—2018.
Tháng 12 năm 2014, Nhung Quý Khanh được luân chuyển giữ chức Tham mưu trưởng Quân khu Thành Đô, kế nhiệm Chu Tiểu Chu được bổ nhiệm làm Phó Tư lệnh Quân khu Thành Đô.
Tháng 1 năm 2016, Chủ tịch Quân ủy Trung ương Tập Cận Bình ra tuyên bố giải thể 7 đại Quân khu gồm Bắc Kinh, Thẩm Dương, Tế Nam, Nam Kinh, Quảng Châu, Lan Châu và Thành Đô để thiết lập lại thành lập 5 Chiến khu, Nhung Quý Khanh được bổ nhiệm giữ chức Phó Tư lệnh kiêm Tham mưu trưởng Chiến khu Tây bộ Quân Giải phóng Nhân dân Trung Quốc. Tháng 7 năm 2016, ông được thăng quân hàm Trung tướng.
Ngày 6 tháng 9 năm 2017, Nhung Quý Khanh được bầu chọn là một trong 303 đại biểu quân sự tham dự Đại hội Đảng Cộng sản Trung Quốc lần thứ XIX.